# Coceira genital
Coceira genital é uma sensação de necessidade de coçar a área genital. Muitas vezes, o termo é restrito à coceira na vulva ou vagina, sendo a coceira anal abordada separadamente. A coceira genital pode ser significativa se for prolongada, intensa ou associada ao corrimento vaginal anormal. Pode afetar significativamente a qualidade de vida de uma pessoa.
Nas mulheres, as causas comuns incluem infecção vaginal por fungos, vaginose bacteriana, tricomoníase, reações alérgicas ou irritantes e vaginite atrófica. Entre os irritantes mais comuns estão os preservativos de látex, espermicidas e fragrâncias. Outras causas podem incluir dermatofitose, pediculose púbica, sarna, dermatite atópica, psoríase e líquen escleroso. Raramente pode resultar de câncer vulvar. O diagnóstico é geralmente baseado nos sintomas e no exame.
O tratamento inclui abordar a causa subjacente, se possível. Outros esforços envolvem evitar potenciais irritantes, como produtos de "limpeza" vaginal, cremes e usar roupas largas. A lavagem com água e sabão sem fragrância e sem corantes, juntamente com o uso de vaselina, pode ser continuada. Creme esteroide e anti-histamínicos podem ser úteis. O creme de estrogênio aplicado na área pode ser útil após a menopausa para tratar a vaginite atrófica. Ocorre com relativa frequência em meninas e mulheres.